# Aspro Parks
Aspro Parks és una empresa d'oci espanyola, fundada l'octubre de 1991, que opera múltiples parcs aquàtics, delfinaris, aquaris, zoològics i parcs d'atraccions per tot Europa. La seva seu oficial es troba a Madrid.
És propietària entre d'altres de l'Aquàrium de Barcelona, i de la cadena de parcs aqüàtics Aqualand.